# Stanko Uršič
Stanko Uršič, slovenski gimnazijski profesor, matematik, metodik fizike, šolnik ter publicist, * 26. februar 1917, Cerkno, † 14. avgust 2000, Ljubljana.

## Življenje in delo
Urišič je osnovno šolo in italijansko klasično gimnazijo obiskoval v Tolminu ter 1936 maturiral v Gorici; matematiko in fiziko pa je študiral na univerzi v Padovi. Leta 1940 je bil aretiran in zaprt v Padovi, nato v Trstu, 1941 pa poslan v posebne delovne enote na Sicilijo. Po kapitulaciji fašistične Italije 1943 je živel pri sestri v kraju Cova (Lombardija), ob koncu vojne se vrnil v domovino in poučeval: 1945–49 na gimnaziji v Postojni, vmes 1946/47 na klasični gimnazij v Ljubljani (1947 nostrificiral diplomo in opravil profesorski izpit), 1949–54 na italijanski gimnaziji v Piranu, nato spet na gimnaziji v Ljubljani. Od 1960 do upokojitve 1979 je delal na Zavodu SRS za šolstvo  in v letih 1964–67 predsedoval svetu zavoda. V letih 1966–72 je honorarno predaval metodiko pouka fizike na pedagoški gimnaziji v Ljubljani. Za delo na pedagoškem področju je bil odlikovan z medaljo dela (1961) in Redom dela s srebrnimi venci (1974). 
Uršič je na zavodu za šolstvo od 1962 vodil projekt za modernizacijo pouka matematike na gimnazijah, 1970 je bil med sestavljalci sorodnega projekta za osnovne šole. Posvečal se je predvsem metodiki pouka, s tega področja je napisal več člankov v časopise: Delo (1970–), Otrok in družina (1970–), Obzornik za matematiko in fiziko (1958–), Vzgoja in izobraževanje (1970–). Sam je napisal  številne in večkrat ponatisnjene učbenike: Štirimestni logaritmi in druge tabele (1970); Kratek pregled pojma operacij z množicami (1971); delovne zvezke za matematiko od 1. do 4. razreda osnovne šole: Računamo do 20 (1972); … do 100 (1972); … do 1000 (1973); … do milijona (1974), vsi prevedeni tudi v italijanščino (1973–75); Zbirka rešenih nalog iz matemematike s tekmovanj učencev 8-ih razredov osnnovnih šol v Sloveniji (1972); Preizkus znanja iz matematike za 1. razred osnnovne šole (1977); … za 2. razr….; …za 3. razr…. (1979). V soavtorstvu pa je napisal naslednje učbenike: Matematika in druge tabele in obrazci (1962); Vaje iz fizike I, II, III (1970); Matematika za 1. razr. osnnovne šole (1977) (prevedeni v italijanščino in madžarščino); … za 2. razr. osn. šole (1977); … za 3. razr. osn. šole. (1979), k vsem trem knjigam tudi Priročnik za učitelje (1977–79); priročnik za manj razvite učence: Učimo se računati; Delovni zvezek za 1. razr. osn. šole s prilagojenim predmetnikom (1977). Med 1977–79 je oskrbel več učnih pripomočkov (prosojnice) za pouk matematike in fizike na osnovnih šolah.